# Neopolycystus abdominalis
Neopolycystus abdominalis är en stekelart som först beskrevs av Girault och Alan Parkhurst Dodd 1915.  Neopolycystus abdominalis ingår i släktet Neopolycystus och familjen puppglanssteklar. Inga underarter finns listade i Catalogue of Life.